# 演藝画報
『演藝画報』（えんげいがほう）は、1907年（明治40年）から1943年（昭和18年）まで刊行されていた歌舞伎雑誌。戦争の激化を背景に、情報局の斡旋によって他の演劇雑誌と合併され終刊となったが、後身となった『演劇界』が2022年まで発売され続けた。

## 概要
月刊誌として刊行された『演藝画報』は通巻にして440巻を数え、各号は歌舞伎に焦点を置きながらも、「新派・新国劇・喜劇などを含む商業演劇」や「新劇・邦楽・舞踊・人形浄瑠璃・落語・講談・映画・大道芸」など「当時「演芸」ということばの語感の中に包含されていたあらゆる分野」の芸能を取り扱っていた。記事についても、巻頭の舞台写真、芸談、劇評、研究といったものを中心に読者投稿の詩歌や演者のゴシップといった類の記事まで「実にバラエティに富んだ内容」が掲載された。

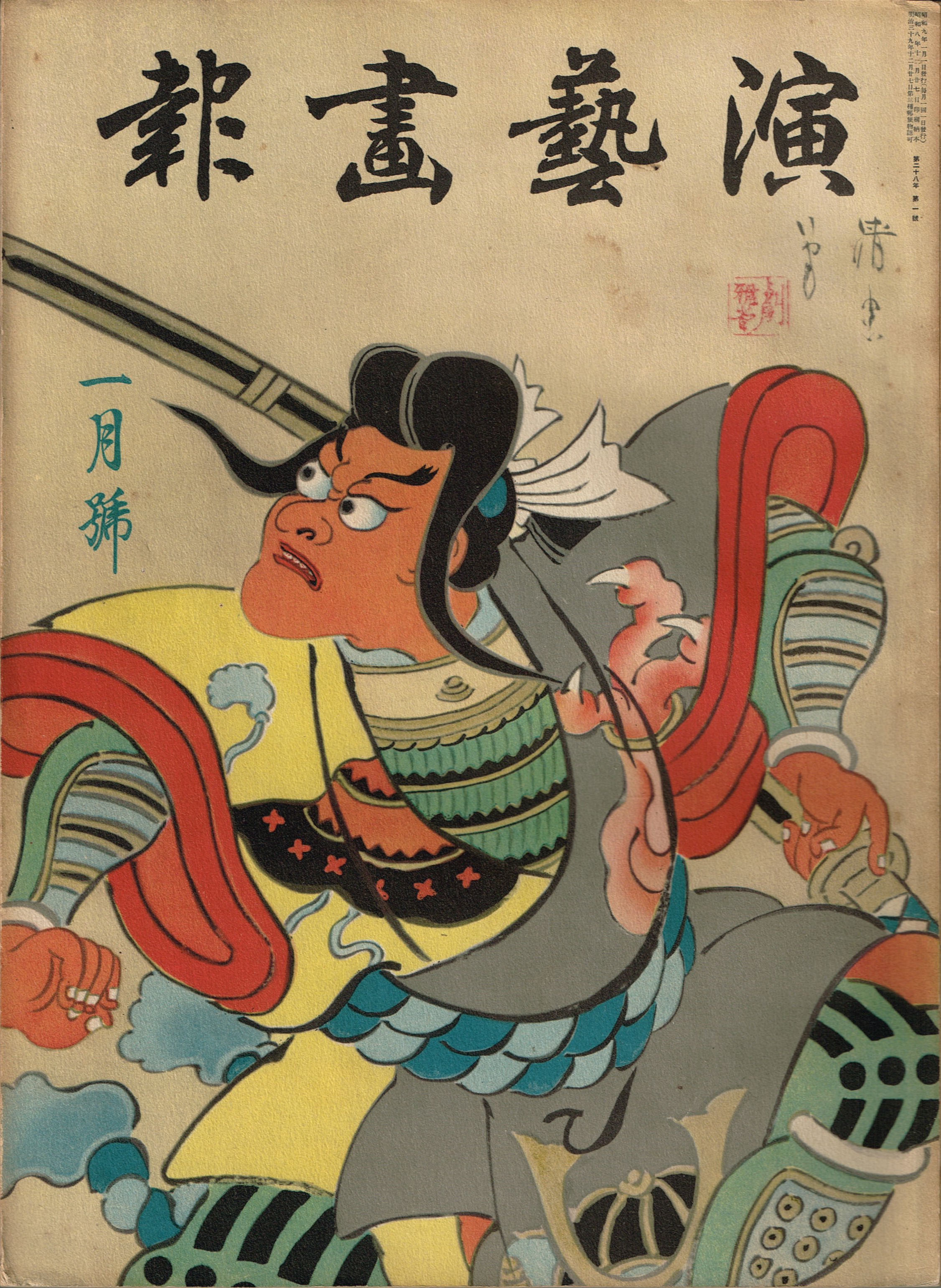
1934年1月号。新年号は毎年四代目鳥居清忠が表紙を描いた。

中でも名物記事としてよく知られていたものに「名家真相録」と「芝居見たまま」があった。「名家真相録」は「俳優や演者の素顔を知りたい」という「観客の心理」に応えるように歌舞伎・文楽・能の演者たちの略伝を聞書形式で綴ったもの。もう一方の「芝居見たまま」は「舞台演技を誌上に再現する」ことを目的として「歌舞伎を中心とする演劇の舞台上演の様子を読物風また実況中継風に記した雑誌記事」であったが、大変人気を博したため他の雑誌でもそのまま同名の記事が連載されるようになるほど一般名詞化した。
「画報」という名の通り、多い時で総頁数の4分の1ほどを占めた役者及び舞台写真にも記事以上の人気を集めた。殊に都市部以外に住む人間にとっては『演藝画報』の写真が同時代の役者を知るための一大情報源であり、雑誌の創刊以降は地方巡業の際などその土地の観客たちが「畫報に出てゐない役者は殆ど問題にしない」というような事態もあったという。また、高橋誠一郎は「演芸画報の全盛時代」の逸話として「画報の原稿が入ると、印刷所は、他の印刷物の進行をストップして画報優先で仕事を進めたほどだった」ことを記している。
渥美清太郎、三島霜川、藤澤清造、安部豊らによって編集された誌面には、永井荷風や小山内薫といった作家が文章を載せ、画家では鏑木清方や名取春仙も関わっていた。

## 沿革

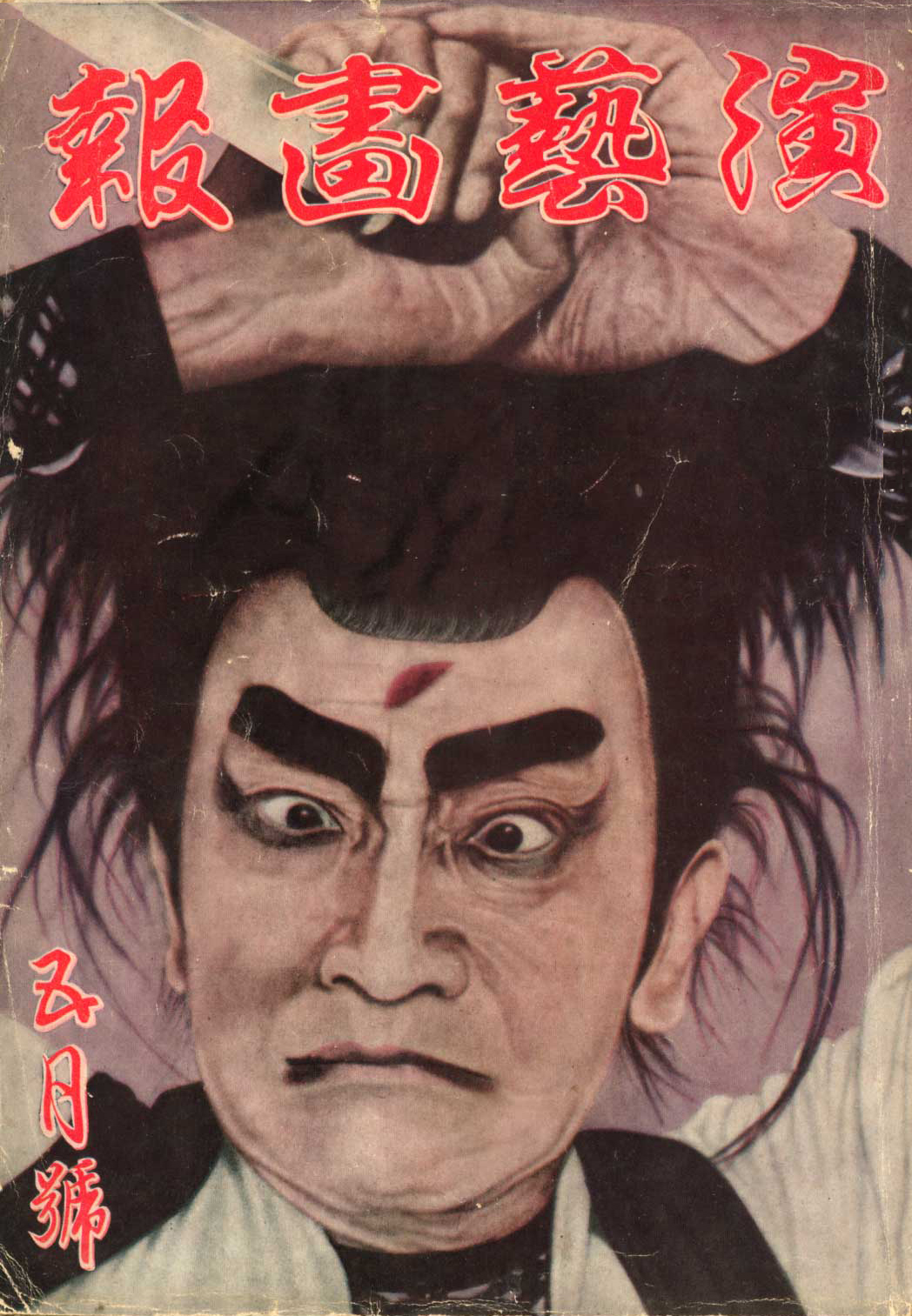
安部豊撮影の舞台写真を使用した1928年5月号の表紙。

1907年1月1日に創刊号が発刊、定価は30銭で、中田辰三郎が初代編集長を務めた。戸板康二によれば、中田はもともと慶應義塾を出た後、『時事新報』や『二六新報』で政治記者として働いていたが、すでに廃刊になった演劇雑誌の写真原板を買うことを持ちかけられたのがきっかけとなって、「全然の素人」ながら『演藝画報』を始めたという。中田はまた、創刊に当たって慶應の同期で、当時議員だった菊池武徳から資金の援助を受けたため、雑誌最初期の社長職には菊池が就いた。このような経緯から、初年度の誌面には伊藤博文、西園寺公望、清浦奎吾らの書が掲載され、その後も「政財界人」からの寄稿がしばしば見られた。
『演藝画報』は自社撮影の舞台写真をふんだんに使ったことに加え、先行の第一次『歌舞伎』が研究雑誌としての側面が強かったのに対して「娯楽色、大衆性を前面に打ち出した」ことによって創刊号から評判がよく、再版となった。続く3月号からは「名家真相録」、11月号からは「芝居みたまま」、という順に後々『演藝画報』の名物となる企画の連載も早い段階で開始され、雑誌の認知度上昇へと繋がっていった。こうした取り組みの結果、一年目の終わり頃には「発行部数一万部を超え」、1908年3月には読者を招待して歌舞伎座で創刊一周年記念の特別公演を行った。また同年12月に有楽座が開場した際、『演藝画報』同人の作詞で長唄『賤の小田巻』を提供したが、この演目は今日でも上演されている。
1912年4月、当時の一大出版社である博文館が「『演芸画報』の好評ぶりを受けて」ほぼ同じ体裁の演劇雑誌『演芸倶楽部』を創刊し、岡村柿紅と生田蝶介を編集に迎える。それから一年経たないうちにも『大正演芸』、1916年には伊東胡蝶園の出資で『新演芸』という名の類似雑誌が次々と発刊された。『演芸倶楽部』については1914年に『演藝画報』に買収・合併されたが、他の雑誌との競争状態は第一次世界大戦の影響によるインフレ下で定価を改定しながら、ある程度継続した。
関東大震災が起こった1923年9月1日はちょうど九月号の発売日に当たっており、出荷の直後に地震が発生。社屋は倒壊を免れたものの、午後の大規模火災によって焼失し、「十七年間に撮影した二万枚の種板その他は烏有に帰してしまった」と渥美清太郎が記している。『演藝画報』はその後3ヶ月の休刊期間を挟んで翌年1月に復刊。第1号の定価は80銭で、後に震災以前と同じ1円となった。競合誌の『新演芸』も復刊したものの、スポンサーだった伊藤胡蝶園が資金を引き揚げたため、1925年4月で終刊、いよいよ「同種雑誌は以降本誌だけ」という状況となった。震災以降の『演藝画報』は渥美清太郎と、『新演芸』の廃刊で古巣に戻ってきていた安部豊両人の主導で運営・編集されるようになったとともに、内容も徐々に歌舞伎専門の研究雑誌としての色が濃くなっていった。

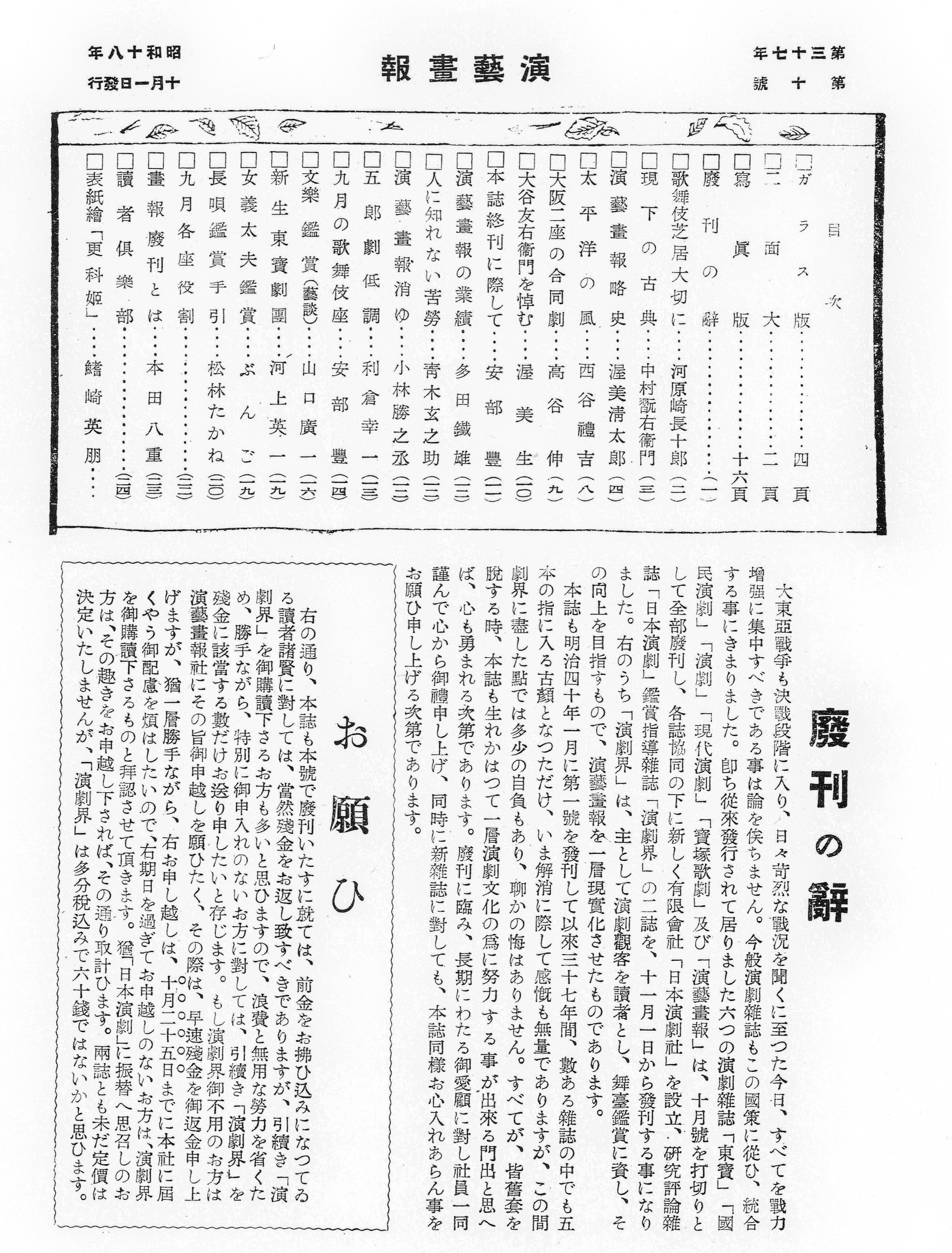
『演藝画報』最終号の目次及び「廃刊の辞」、「お願ひ」。

1943年、第二次世界大戦（太平洋戦争）の激化によって『演藝画報』は情報局の指示の下、雑誌統合の対象となることが決まった。戦時下の用紙不足を背景として、『国民演劇』、『演劇』、『東寶』（東宝）、『現代演劇』、『寶塚歌劇』（宝塚歌劇）の5つの演劇雑誌と合併し、新たに設立された有限会社日本演劇社から研究・評論が中心の『日本演劇』と、観客を対象にした鑑賞指導が目的の『演劇界』が創刊された。二つの雑誌のうち、安部と渥美は『演劇界』の方に移り、『演藝画報』での編集方針をそのまま踏襲したために『演劇界』は実質的に『演藝画報』の後継雑誌として考えられている。『演藝画報』としての最終号となった1943年10月号には平常通りの前月劇評と並んで、「三十七年間、数ある雑誌の中でも五本の指に入る古顔となっただけ、いま解消に際して感慨も無量でありますが、この間劇界に尽した点では多少の自負もあり、聊かの悔はありません」と書き綴られた「廃刊の辞」や、関係者による廃刊を惜しむ寄稿文、渥美の「演藝畫報略史」といった記事が掲載された。また、前金で支払っていた読者には送付される雑誌が自動的に『演劇界』に変わるという説明も付けられていた。

## 評価・研究
長年に渡り幅広いジャンルの演劇を記録した『演藝画報』は、古い演目を復活上演させる際の典拠として活用されるなど、研究資料としての評価が高く歌舞伎関係者からは「虎の巻」と呼ばれることもある。また、演劇に限らず、明治・大正・昭和にかけての日本の近代化の記録として読む研究者たちもいる。このため、復刻版が不二出版及び三一書房によって刊行されたほか、国立劇場芸能調査室によって3巻立ての『演藝画報総索引』が編集された。特に「芝居見たまま」は戦前から単行本が2、3出版されていたが、近年にも国立劇場によって明治期連載分が資料集成としてまとめられた。
矢内賢二は近代歌舞伎における『演藝画報』等の演劇雑誌の役割の大きさを踏まえ、そうした雑誌の記事の研究に「重要な意味」があるにもかかわらず、「雑誌それ自体を対象とした研究は十分に行われているとはいえず、その中心的な記事であった「芝居見たまま」を対象とする体系的な分析もなされていないのが現状である」と述べている。
掲載された写真という観点からは、村島彩加が『演藝画報』を「我が国初の演劇専門グラフ雑誌」と位置付けた上で、「演劇写真が、限られた範囲で流通するメディアから、より広範な、不特定多数が享受するメディアへと変化していった」転換期の一翼を担ったとし、安部豊撮影の『演藝画報』の写真が持っていた独自性について論じている。

## 年表
- 1907年 - 『演藝画報』創刊。11月号から「芝居見たまま」の連載が開始。
- 1908年 - 3月、創刊1周年を記念した特別公演。12月、有楽座の開場を祝して長唄の新曲「賤の小田巻」を提供。
- 1911年 - 第四巻までは一年の間同じ表紙だったのが、毎号違うものを使用することに。図案も西洋演劇風から歌舞伎関係のものが多くなる。
- 1914年 - 競合誌の『演芸倶楽部』（1912年創刊、博文館）を買収。
- 1916年 - 第一次世界大戦に伴うインフレの影響で初の定価改定、38銭に。
- 1918年 - 5月号に掲載した小山内薫の小説『延命院』が元になって当該号が発禁処分[30]。
- 1923年 - 関東大震災で社屋と写真原板焼失。1924年1月まで休刊。
- 1943年 - 10月号で『演藝画報』廃刊。情報局の斡旋により他の雑誌と合併し、新たに成立した日本演劇社から『日本演劇』、『演劇界』が発刊される。
- 1950年 - 第二次『演劇界』の刊行開始。
- 2007年 - 『演藝画報』創刊100周年。『演劇界』は「記念新創刊」と題し、第三次『演劇界』の開始。